# Glypta gracilis
Glypta gracilis là một loài tò vò trong họ Ichneumonidae.